# Turismo in Tunisia

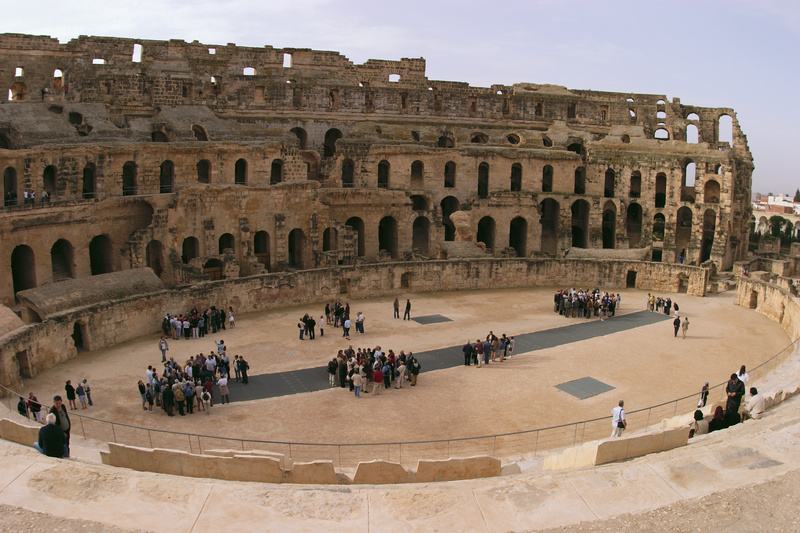
Turisti nell'arena dell'anfiteatro romano di El Jem.

Il turismo in Tunisia comprende attrazioni che vanno dalla sua città cosmopolita nonché capitale Tunisi alle antiche rovine di Cartagine, i tradizionali quartieri musulmano ed ebraico di Jerba, ed infine località costiere al di fuori di Monastir. Secondo il New York Times, la Tunisia è "nota per le sue spiagge dorate, il tempo soleggiato e i lussi a prezzi accessibili".

## Storia

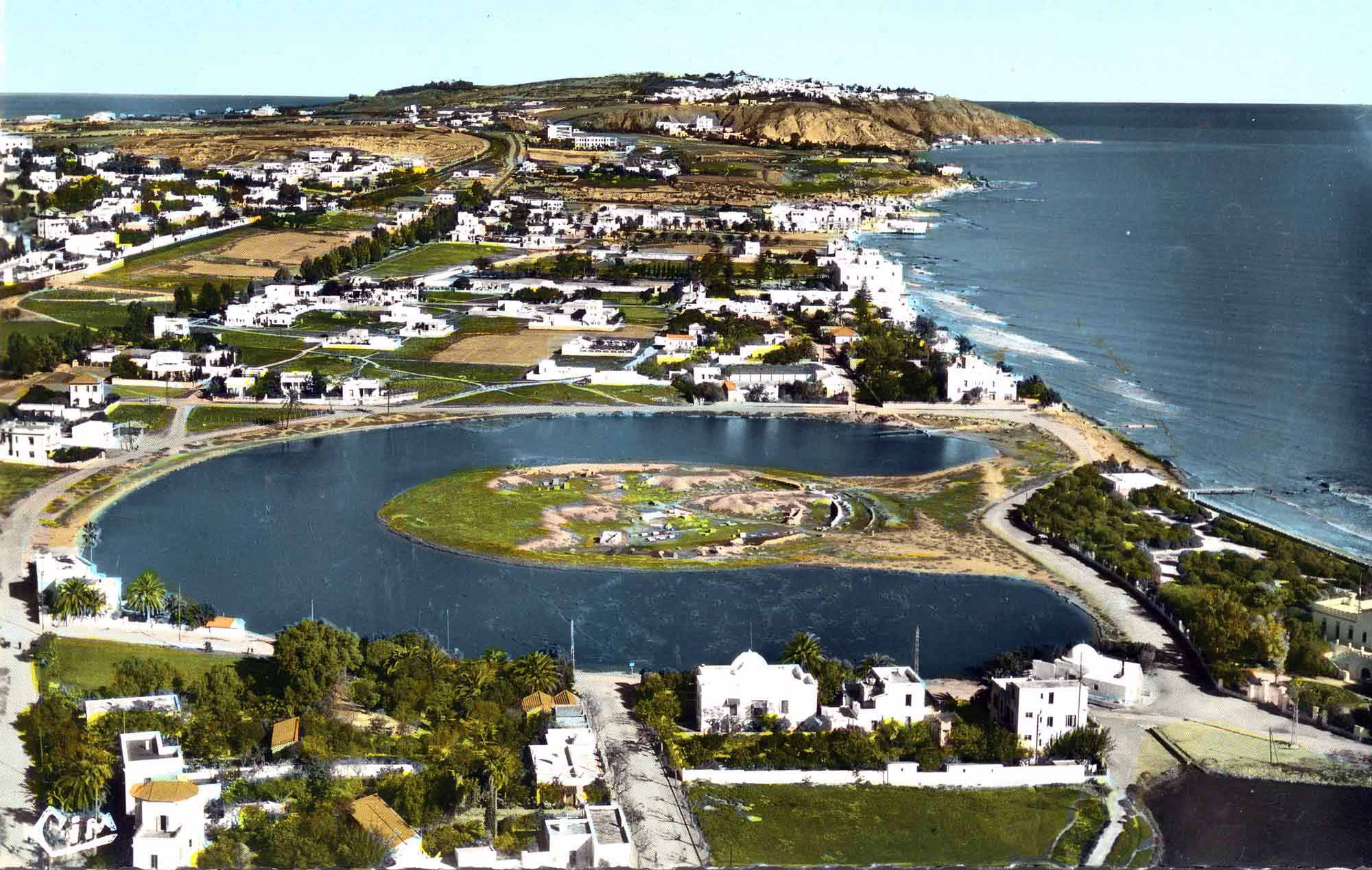
Panoramica del porto punico di Cartagine.

Secondo il giornalista Garrett Nagle, autore del libro "Advanced Geography" l'industria turistica tunisina trae benefici "dalla sua posizione mediterranea e dalla sua tradizione vacanziera in pacchetti low cost con partenze da tutta l'Europa occidentale". Lo sviluppo del turismo risale agli anni '60 del XX secolo, grazie agli sforzi congiunti di governo e gruppi privati; nel 1962, il turismo, con 52.000 entrate e 4.000 posti letto, ha avuto un fatturato di due milioni di dollari ed è diventato la principale fonte di valuta estera nel paese. Tuttavia, non è generalmente meta di turisti americani, che non si fidano più molto delle destinazioni del Medio Oriente dal momento in cui si son verificati gli attentati dell'11 settembre 2001.
Fino a poco tempo fa l'attrazione principale della Tunisia era costituita dalla sua costa nord-est, tutt'attorno intorno a Tunisi; tuttavia, il 7º piano di sviluppo nazionale datato 1989 ha creato diverse nuove aree turistiche, tra cui il villaggio di Port El-Kantaoui. Il settore del turismo rappresenta oggi il 6,5% del Prodotto interno lordo (PIL) della Tunisia ed offre 340.000 posti di lavoro, di cui 85.000 sono posti di lavoro diretti, coprendo l'11.5% della popolazione attiva, con una quota elevata di lavoro stagionale. Francia, Germania, Italia e Regno Unito sono i quattro mercati turistici tradizionali del paese, anche se la Tunisia ha perso circa 500.000 turisti provenienti dalla Germania dopo l'11 settembre. Dal 2003-2004 ha riguadagnato porzioni di turisti, e nel 2007 ha visto gli arrivi in aumento del 3% circa rispetto a quelli dell'anno precedente.

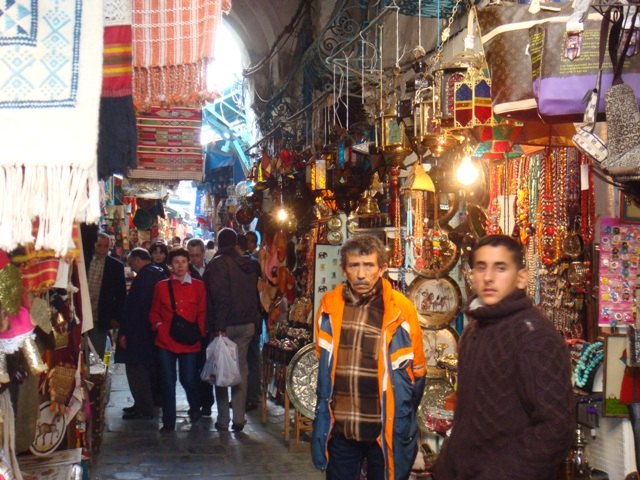
Il mercato/suq al quartiere Medina di Tunisi.

Il turismo in Tunisia ha subito duri colpi dopo l'attentato al museo nazionale del Bardo e l'attentato di Susa del 2015.

## Attrazioni

### Resorts
Questo settore è popolare principalmente sulla costa orientale, per un totale di oltre il 95% dei posti letto disponibili. Di seguito è riportato un elenco dei più grandi resort e la percentuale di notti sul totale:
- Susa (Tunisia) - Monastir (Tunisia) - Mahdia (36%)

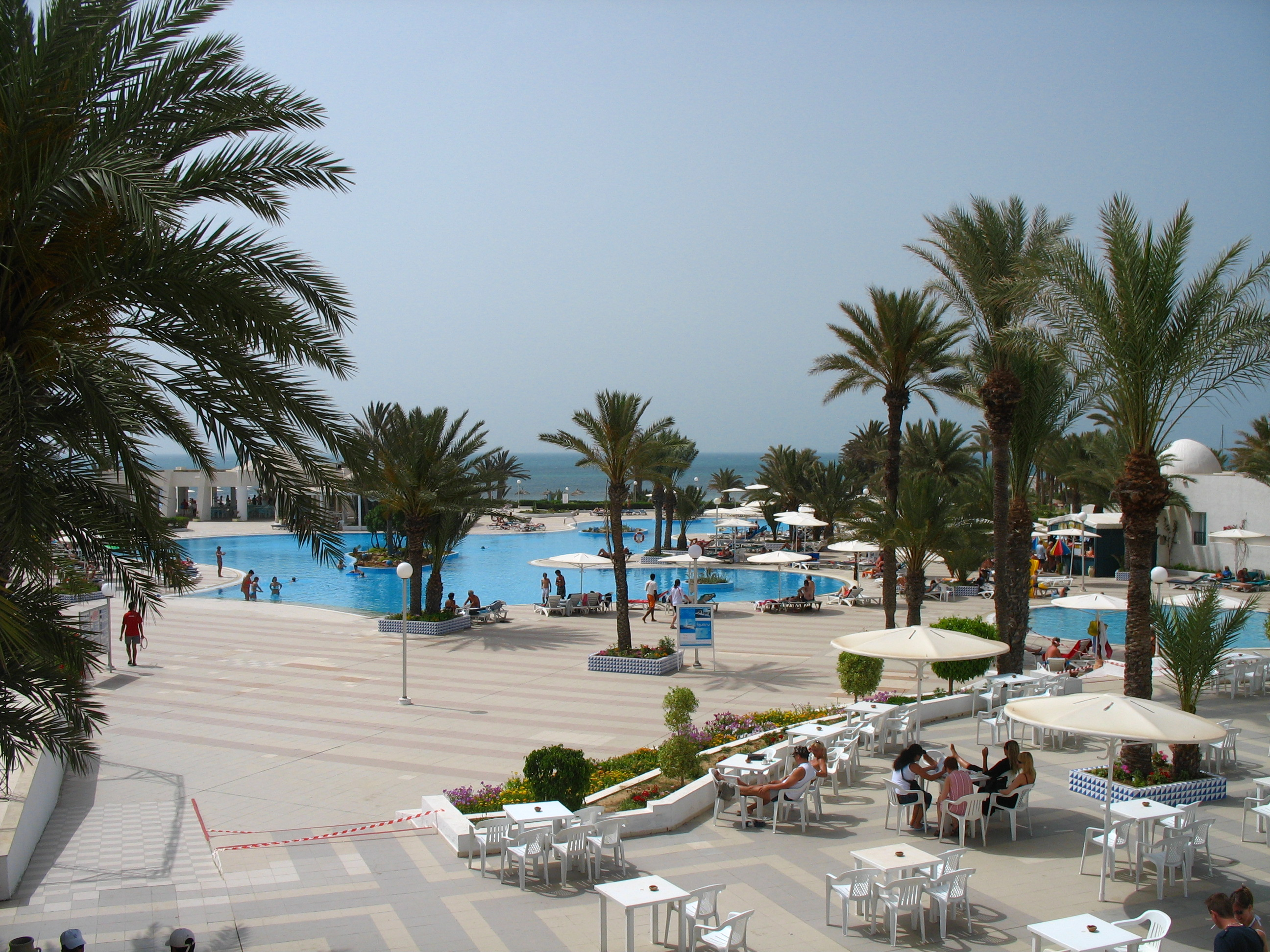
Interno con piscina di un hotel a Djerba.

- Nabeul - Hammamet (24%)
- Djerba - Zarzis (40%)
- Tunisi - Zaghouan (10%)
- Tabarka - Aïn Draham (2%)

### Nuovi sviluppi
Negli ultimi anni, l'ecoturismo, il turismo termale e quello medico stanno emergendo nella scena turistica della Tunisia e sono in una fase di crescita molto veloce. Secondo l'ex ministro del Turismo Ahmed Smaou, "Il turismo medico ha un grande futuro davanti a noi".

## Statistica
Nel 2000 ci sono stati 197.400 posti letto disponibili presso hotel con circa 95.977 camere ed un tasso di occupazione al 56%. 5.057.193 viaggiatori sono giunti in Tunisia quell'anno per passare qualche giorno di vacanza. Nello stesso anno, le spese turistiche erano quasi di 1,5 miliardi di dollari. Secondo il "US Department of State stime" del 2002, il costo medio giornaliero per soggiornare a Tunisi o Cartagine è stato di 146 dollari, rispetto ai 114 delle altre zone della Tunisia.
Un gran numero di turisti proviene dall'Europa orientale, e le nazionalità dei principali paesi turistici è mostrato qui: libici (1.472.411 visitatori), francesi (1.234.735), algerini (945.324), tedeschi (547.403), italiani (464.323) e britannici (350.693); vi sono stati inoltre 1.251.251 turisti nazionali che soggiornano in tutto il paese per un numero complessivo di 2,75 milioni di pernottamenti nel 2006.

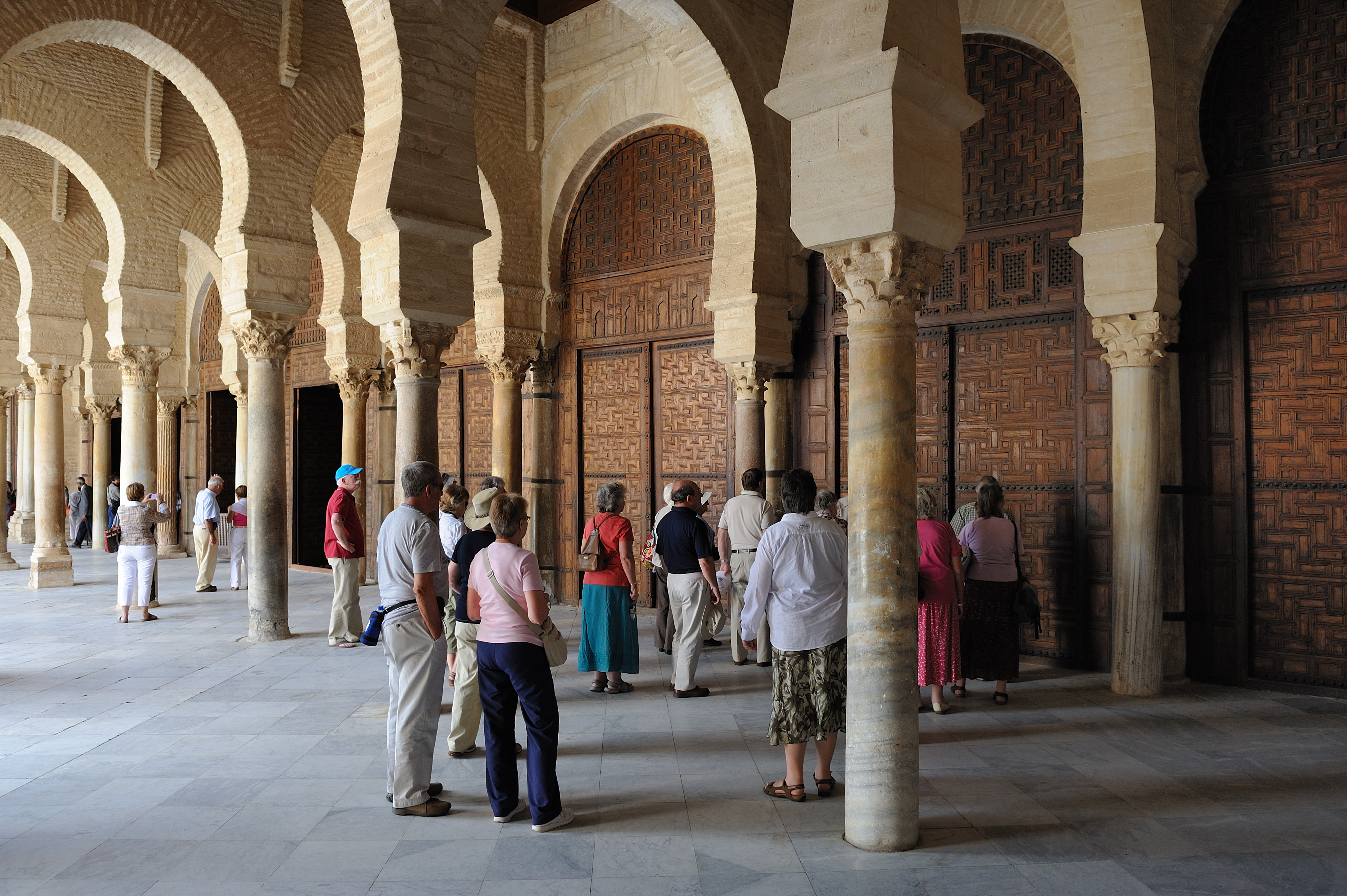
Turisti di fronte alle porte della sala di preghiera della
Grande moschea di Qayrawan.